# Callum Scott Howells
Callum Scott Howells (Pontypridd, 29 aprile 1999) è un attore britannico, attivo in campo teatrale e televisivo.

## Biografia
Callum Scott Howells è nato a Pontypridd, figlio di Alison e Keith Howells. È cresciuto a Tonyrefail e a Porth e nel 2011 ha fatto il suo debutto professionale del musical Oliver! in cui interpretava il protagonista Oliver Twist. L'anno successivo si è esibito insieme al coro Only Boys Aloud nella sesta edizione di Britain's Got Talent. Nel 2014 è tornato a calcare le scene del Wales Millennium Centre nella riduzione teatrale de Il signore delle mosche ad opera del coreografo Matthew Bourne. Nel 2015 ha fatto il suo debutto sulle scene londinesi nel musical Prodigy, mentre l'anno successivo ha recitato in un acclamato revival di She Loves Me in scena alla Menier Chocolate Factory con Scarlett Strallen e Mark Umbers.
Nel 2021 ha interpretato il ruolo principale di Colin Morris-Jones nella serie britannica It's a Sin, che gli è valsa una candidatura al British Academy Television Award per il miglior attore non protagonista. Nel 2022 ha fatto il suo esordio sulle scene del West End londinese come protagonista del musical Cabaret, mentre nel 2023 ha recitato al National Theatre in Romeo and Julie. Nel 2024 esordisce al cinema con The Beautiful Game e recita a Bath e Londra in Uno sguardo dal ponte con Dominic West.
È dichiaratamente queer.

## Teatro
- Oliver! di Lionel Bart. Wales Millennium Centre di Cardiff, tour britannico (2011)
- Lord of the Flies di Matthew Bourne. Wales Millennium Centre di Cardiff (2014)
- Prodigy di Jake Brunger e Pippa Cleary. St. James Theatre di Londra (2015)
- Blackout di Dickie Beau. Aberystwyth Arts Centre di Aberystwyth (2016)
- Brass di Benjamin Till. Hackney Empire di Londra (2016)
- She Loves Me di Sheldon Harnick, Joe Masteroff e Jerry Bock. Menier Chocolate Factory di Londra (2016)
- Tickledon di John Manders e Matthew Brind. Tour gallese (2017)
- Crave di Sarah Kane. The Other Room di Cardiff (2019)
- Cabaret di John Kander, Fred Ebb e Joe Masteroff. Playhouse Theatre di Londra (2022)
- Romeo and Julie di Gary Owen. National Theatre di Londra (2023)
- Uno sguardo dal ponte di Arthur Miller. Ustinov Studio di Bath, Haymarket Theatre di Londra (2024)
- Spettri di Henrik Ibsen. Lyric Hammersmith di Londra (2025)

## Filmografia

### Cinema
- The Beautiful Game, regia di Thea Sharrock (2024)

### Televisione
- It's a Sin – serie TV, 4 episodi (2021)

## Riconoscimenti
- British Academy Television Award
  - 2022 – Candidatura per il miglior attore non protagonista per It's a Sin

## Doppiatori italiani
Nelle versioni in italiano delle opere in cui ha recitato, Callum Scott Howells è stato doppiato da:
- Federico Campaiola in It's a Sin
- Alex Polidori in The Beautiful Game